# Aspromonte
Aspromonte je horský masiv na jihu Kalábrie, v provincii Reggio Calabria, v Itálii.
Pohoří je součástí Kalabrijských Apenin, respektive Jižních Apenin. Leží v blízkosti Messinského průlivu. Na severozápadě je ohraničeno Tyrhénským mořem, na jihu Jónským mořem. Nejvyšší vrcholy pohoří leží ve vnitrozemí, nejvyšším horou je Montalto (1 956 m).
Oblast je součástí Národního parku Aspromonte založeného v roce 1989.

## Geologie a flora
Aspromonte geologicky tvoří ruly a slídnaté svory. Charakteristické jsou rozsáhlé terasovité náhorní plošiny. Na pobřeží rostou citrusy, vinná réva a olivovníky. Do nadmořské výšky 1 000 m jsou zastoupeny především duby a duby cesmínovité, nad 1 000 m rostou borovice, jedle sicilské a buky.